# ميلين ديمونجو
ميلين ديمونجو (بالفرنسية: Mylène Demongeot)‏، واسمها الحقيقي ماري إيلين ديمونجو (بالفرنسية: Marie-Hélène Demongeot)‏ هي ممثلة فرنسية ولدت في يوم 29 سبتمبر 1935 في مدينة نيس في فرنسا، مثلت في السينما الفرنسية لستة عقود وظهرت في 72 فلم منذ سنة 1953.

## روابط خارجية
- ميلين ديمونجو على موقع IMDb (الإنجليزية)
- ميلين ديمونجو على موقع روتن توميتوز (الإنجليزية)
- ميلين ديمونجو على موقع ألو سيني (الفرنسية)
- ميلين ديمونجو على موقع أول موفي (الإنجليزية)
- ميلين ديمونجو على موقع قاعدة بيانات الأفلام السويدية (السويدية)
- ميلين ديمونجو على موقع إن إن دي بي (الإنجليزية)
- ميلين ديمونجو على موقع ديسكوغز (الإنجليزية)
- ميلين ديمونجو على موقع قاعدة بيانات الفيلم (الإنجليزية)
- ميلين ديمونجو على موقع كينوبويسك (الروسية)